# Angelina Melnikova
Angelina Romanovna Melnikova (ryska: Ангели́на Рома́новна Ме́льникова), född 18 juli 2000 i Voronezj, är en rysk gymnast.
Melnikova var en del av Rysslands lag som tog silver i lagmångkamp vid olympiska sommarspelen 2016 i Rio de Janeiro.
Vid olympiska sommarspelen 2020 i Tokyo var Melnikova en del av Ryska olympiska kommitténs lag som tog guld i lagmångkamp. Hon tog även brons i den individuella mångkampen.